# Maia Cziburdanidze
Maia Cziburdanidze, gruz. მაია ჩიბურდანიძე (ur. 17 stycznia 1961 w Kutaisi) – gruzińska szachistka, mistrzyni świata w szachach w latach 1978–1991.

## Życiorys

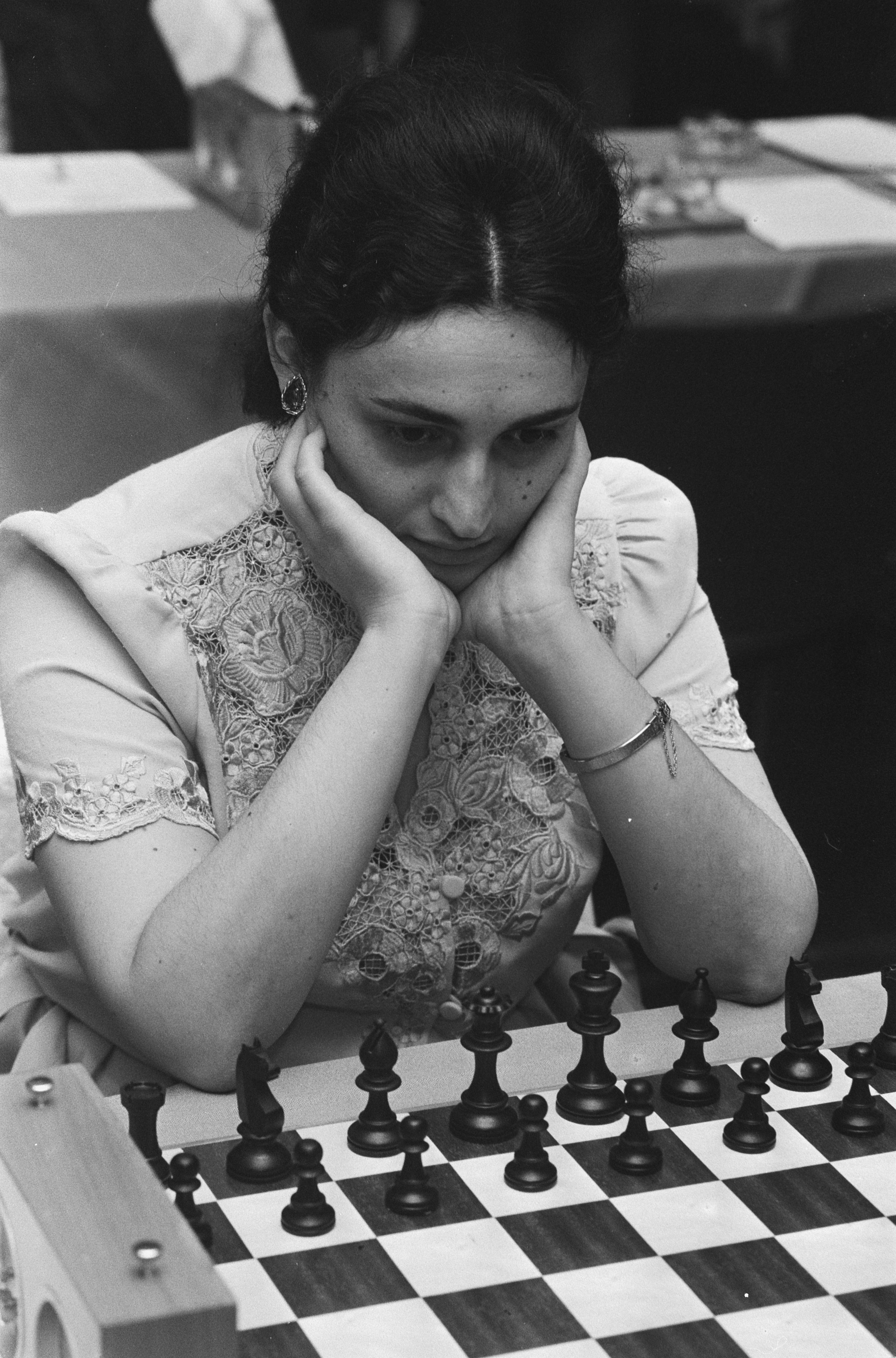
Maia Cziburdanidze, Amsterdam 1986

Cziburdanidze nauczyła się grać w szachy w wieku ośmiu lat. Była pierwszą kobietą, która zyskała sławę wybitnie utalentowanego szachowo dziecka. W wieku trzynastu lat zadebiutowała w turnieju międzynarodowym w Braszowie, zajmując pierwsze miejsce. Zaledwie cztery lata zajęła jej droga od debiutu do tytułu mistrza świata. W 1975 roku zwyciężyła w turnieju w Tbilisi, w roku następnym przystąpiła do rozgrywek o mistrzostwo świata. Zajęła drugie miejsce w turnieju międzystrefowym w Tbilisi, po czym w meczach pretendentek pokonała renomowane przeciwniczki: Nanę Aleksandriję, Jelenę Achmyłowską, Ałłę Kusznir i awansowała do meczu o mistrzostwo świata z dzierżącą tytuł od szesnastu lat Noną Gaprindaszwili. Mecz, rozegrany w 1978 roku w Tbilisi, zakończył się przekonującym zwycięstwem (+4 -2 =9) siedemnastoletniej Cziburdanidze, która została najmłodszą (do 2010 r.) w historii mistrzynią świata. W międzyczasie, w 1977 r., otrzymała tytuł arcymistrzyni.
Gaprindaszwili oddała tytuł w godne ręce. Cziburdanidze podtrzymała dominację Gruzinek w szachowej elicie i przez następne trzynaście lat była niepokonaną mistrzynią świata. W tym czasie czterokrotnie obroniła tytuł, głównie przed swymi rodaczkami. W 1981 roku w Tbilisi zremisowała z Naną Aleksandriją (+4 -4 =8) i zgodnie z przepisami Międzynarodowej Federacji Szachowej FIDE zachowała tytuł. W następnych cyklach rozgrywek wygrała z Iriną Lewitiną (+5 -2 =6, Wołgograd, 1984), Jeleną Achmyłowską (+4 -1 =9, Sofia, 1986) i Naną Joseliani (+3 -2 =11, Tel Awiw, 1988).
Na początku lat dziewięćdziesiątych do walki o najwyższe laury nieoczekiwanie włączyła się chińska szachistka, Xie Jun. Młoda Chinka wygrała mecz o mistrzostwo świata z Cziburdanidze w 1991 roku w Manili wynikiem 8½ - 6½. Skończyła się era niepokonanych Gruzinek, a w światowej czołówce obok coraz większej liczby doskonałych szachistek z Chin od kilku lat brylowały siostry Polgar, które dotychczas nie były zainteresowane rozgrywkami w gronie samych kobiet. Cziburdanidze jeszcze trzykrotnie, w 1992, 1994 i 1997 roku awansowała do turniejów pretendentek. Najbliżej awansu do meczu o mistrzostwo świata była w 1994 roku, gdy wspólnie z Zsuzsą Polgar wygrała turniej pretendentek w Tilburgu, jednak dogrywka w Petersburgu w 1995 zakończyła się jej dotkliwą porażką 1½ - 5½. Brała również udział w turniejach o mistrzostwo świata w 2000, 2001 i 2004 roku rozgrywanych systemem pucharowym. Pierwszy z nich był całkowicie nieudany. W drugim awansowała do półfinału, gdzie przegrała z przyszłą mistrzynią świata, Zhu Chen. W 2004 roku w Eliście ponownie awansowała do półfinału i została wyeliminowana przez bułgarską arcymistrzynię, Antoanetę Stefanową.
Cziburdanidze, podobnie jak jej wielka poprzedniczka, Gaprindaszwili oraz coraz więcej szachistek ze ścisłej czołówki światowej, chętnie grała w silnych turniejach z udziałem mężczyzn. Największe sukcesy na tym polu osiągnęła w latach osiemdziesiątych i na początku lat dziewięćdziesiątych. Na swoim koncie ma pięć zwycięstw w silnych turniejach: w Delhi (1984), Banja Luce (1985), Belgradzie (1992), Wiedniu (1993) i Lippstadt (1995 rok). Od 1978 roku regularnie uczestniczyła w kobiecych olimpiadach szachowych, zdobywając wraz z drużyną ZSRR pięć złotych i dwa srebrne medale, a reprezentując od 1992 roku Gruzję – trzy złote, srebrny i brązowy. Była również dwunastokrotną zdobywczynią medali za wyniki indywidualne.
Najwyższy ranking w karierze osiągnęła 1 stycznia 1988 r., z wynikiem 2560 punktów dzieliła wówczas 43-49. miejsce na światowej liście FIDE, jednocześnie zajmując 1. miejsce na liście kobiet.
Cziburdanidze została w 1984 r. drugą szachistką w historii, po Gaprindaszwili, która otrzymała męski tytuł arcymistrza.